# Exacum rotundifolium
Exacum rotundifolium är en gentianaväxtart som beskrevs av J. Klackenberg. Exacum rotundifolium ingår i släktet Exacum och familjen gentianaväxter. Inga underarter finns listade i Catalogue of Life.